# Ball de Sant Ferriol
El Ball de Sant Ferriol és una dansa coneguda arreu de Catalunya i que és cantada i ballada des de molt antic, sobretot en ambients agrícoles.
Va unida a una llegenda, la de sant Ferriol de Viena: 
Ferriol era capità d'una quadrilla de lladres, que es reunien després de cada robatori a la taverna i acabaven ben torrats, fent apostes a veure qui podia sostenir l'equilibri fent uns quants passos de ball. Al cap de molt temps, Ferriol va voler canviar de vida i intentà fer canviar i convertir també la seva trepa, però, a més de no aconseguir-ho, li va costar la mort. El van enterrar sota una bota de vi de la taverna, que, des de llavors, no es buidava mai, i és que, sant Ferriol, en un acte miraculós, tocava amb el dit la bota. D'aquí la dita de «la Bóta de Sant Ferriol, que no s'acaba mai».
A Besalú es venera una relíquia del sant i per la seva festa se celebrava un aplec on es ballava molt esbojarradament.

## Punts de dansa i figures
- Galop
- Gir, postures i moviments contraris.

## Posició inicial
Dos rengles encarats per parelles, tots amb la mà esquerra a la cintura i el braç dret enlaire amb el dit índex estirat (o bé en cercles concèntrics de parelles encarades).

## Moviment i evolució
El ball es desenvolupa a manera de rondó, on s'anirà alternant la primera part (AA'), sempre igual (excepte l'última nota (compàs 8), que fa d'enllaç i indica les noves postures), amb la segona (BB'), que anirà variant les postures.
En la primera frase musical (AA') tots fan una volta fent galop sobre ells mateixos en sentit contrari a les agulles del rellotge i queden de nou encarats, però el noi agenollat i la noia de puntetes (compàs 8) i resten immòbils durant el transcurs de la frase B i B', excepte al començament de cada dos compassos (compàs 10, 12, 14), que aniran alternant el moviment contrari per romandre altre cop quiets; en els dos darrers compassos (15 i 16), aquesta alternança s'accelera a ritme de negres, i en l'últim moviment (16) quedarà la parella dreta amb el braç enlaire i el dit índex amunt, preparant-se per reprendre la primera part.
Les següents evolucions de la part B són:
- Un girat d'esquena a la parella i aquesta fent una petita torsió acostant-se a aquell.
- Un obre els braços i l'altra els encreua sobre el pit.
- Un li pica les galtes a l'altre i aquest pica amb les mans.
- Encaixen les mans.

## Anàlisi
Era un pastor que en tenia tres ovelles,

era un pastor que tenia un penelló.

Ara ve sant Ferriol, ballarem si Déu ho vol;

el qui toca el tamborino ha perdut el flabiol.

Jo i el pastor, que vivíem d'amoretes;

jo i el pastor, que vivíem de l'amor.

Ara ve sant Ferriol, ballarem si Déu ho vol;

el qui toca el tamborino ha perdut el flabiol.

Tots en tenim, de picor i de pessigolles;

tots en tenim, si som vius i no ens morim.

Ara ve sant Ferriol, ballarem si Déu ho vol;

el qui toca el tamborino ha perdut el flabiol.

Bé pots ballar si no tens pa i botifarra,

bé pots ballar si no tens per manducar.

Ara ve sant Ferriol, ballarem si Déu ho vol;

el qui toca el tamborino ha perdut el flabiol.

No en tastaràs, des del nas fins a la boca;

no en tastaràs, de la boca fins al nas.

Ara ve sant Ferriol, ballarem si Déu ho vol;

el qui toca el tamborino ha perdut el flabiol.

Quantes n'hi ha, que a mi em donen desfici;

quantes n'hi ha, que m'hi voldria casar.

Ara ve sant Ferriol, ballarem si Déu ho vol;

el qui toca el tamborino ha perdut el flabiol.
- Autors de la música: TRADICIONAL CATALANA
- Edats: cicle mitjà de primària
- Mètrica: binari simple
- Compàs: 2/4 (u/t negra, u/c blanca)
- Tonalitat: Fa Major
- Veus: 1 (Àmbit: fa3 a re4, Tònica: Fa, Mode: M)
- Estructura: A A' B B'
- Compassos: 16